# 通信兵
通信兵（つうしんへい、英語: signaller, signal corps）は、軍の兵科の一つ。

## 概要
19世紀に入り電信・電話が発明されると、モールス信号を用いた有線通信により、遠距離間の迅速な情報伝達が可能となった。20世紀初頭には無線通信が実用化され、軍隊においても無線通信による作戦支援が急速に発展した。これに伴い、通信を専門とする特技兵の必要性が認識され、各国軍隊に通信兵科が設けられた。
また、暗号技術の発達に伴い、通信兵は暗号作成なども担うようになった。

## 各国の通信兵

### 陸上自衛隊
陸上自衛隊においては、「各種通信電子器材をもって、部隊間の指揮連絡のための通信確保、電子戦の主要な部門を担当するとともに、写真・映像の撮影処理等を行」う職種と定義される。職種標識色は青。